# Hostre
Hostre (ukr. Гостре) – osiedle typu miejskiego na Ukrainie, w obwodzie donieckim, w rejonie pokrowskim. W 2022 zamieszkiwane przez 557 osób.